# Laurina Fazer
Laurina Monique Fazer (Argenteuil, 13 ottobre 2003) è una calciatrice francese, centrocampista del San Diego Wave e della nazionale francese.

## Carriera

### Club
Nata ad Argenteuil, nella Val-d'Oise, da madre malgascia e padre guadeloupe, Laurina Fazer ha iniziato a giocare a calcio all'età di cinque anni, tesserandosi inizialmente con l'Association sportive et culturelle du Val d'Argenteuil, seguendo sua sorella maggiore Kalo. Notata a un incontro di Fillofoot dal PSG, è entrata a far parte dell'associazione del club parigino all'età di sei anni. Inserita inizialmente nelle squadre giovanili miste, gioca con i ragazzi coetanei fino al raggiungimento dell'età massima prevista dalla federazione, per poi passare alle formazioni interamente femminili del PSG.
Inserita in rosa con la squadra Under-19 che disputa il Challenge National U19 Élite, al termine del campionato 2018-2019 condivide con le compagne il titolo di campione di Francia di categoria..
Nel giugno 2020, all'età di 16 anni, ha firmato il suo primo contratto professionistico con il PSG, accordo che la lega al club parigino fino al 2023. Pur continuando nella formazione giovanile, dalla stagione 2020-2021 è aggregata anche alla prima squadra che disputa la Division 1 Féminine, livello di vertice del campionato francese. A disposizione del tecnico Olivier Echouafni fa il suo esordio in campionato il 14 novembre 2020, all'8ª giornata, rilevando al 67' Grace Geyoro nella vittoria esterna per 14-0 con l'Issy fornendo anche due assist alle compagne. In quella stessa stagione debutta anche in UEFA Women's Champions League, entrando alla fine del secondo tempo, al posto di Sandy Baltimore, nella vittoria esterna per 2-0 con le polacche del  Górnik Łęczna, incontro di andata degli ottavi di finale dell'edizione 2020-2021.
Alla fine della stagione condivide con le compagne la conquista del primo titolo di campione di Francia del PSG, spezzando l'egemonia delle eterne rivali dell'Olympique Lione..
Nella stagione successiva, il nuovo tecnico Didier Ollé-Nicolle continua a darle fiducia, ripagata dalla prestazione offerta in Champions League nell'incontro di ritorno con le ucraine del Žytlobud-1 Charkiv nel gruppo B della fase a gironi, dove, scesa in campo da titolare, al 44' segna il suo primo gol in prima squadra, contribuendo alla vittoria finale per 6-0.
Nell'ottobre del 2023, viene inclusa fra le dieci finaliste del premio European Golden Girl, assegnato dal quotidiano Tuttosport alla miglior giocatrice Under-21 militante in un campionato europeo.

### Nazionale
Fazer inizia a essere convocata dalla Federcalcio francese (FFF) dal 2019, chiamata inizialmente a indossare la maglia della formazione under 16 in occasione del Tournoi de Montaigu.
In quello stesso anno debutta anche con la under 17, squadra impegnata nella qualificazioni all'Europeo di Svezia 2020, dove viene impiegata in tutti i tre incontri giocati dalla sua nazionale nel primo turno eliminatorio contribuendo, grazie anche alla tripletta inflitta alle pari età della Bielorussia nella vittoria per 9-0 e alla rete che fissa sul 3-0 il risultato con l'Islanda, a superare il turno da imbattuta. Tuttavia, a causa del proliferare della pandemia di COVID-19 in Europa, la UEFA decide di cancellare il torneo e, oltre a un altro paio di amichevoli, quella rimane l'unica esperienza U-17 della centrocampista.
Del 2021 è la convocazione in under 19, inserita in rosa con la squadra che affronta le qualificazioni all'Europeo della Repubblica Ceca 2022.

## Statistiche

### Presenze e reti nei club
Statistiche aggiornate al 31 luglio 2025.
| Stagione                   | Squadra                    | Campionato                 | Campionato | Campionato | Coppe nazionali | Coppe nazionali | Coppe nazionali | Coppe continentali | Coppe continentali | Coppe continentali | Altre coppe | Altre coppe | Altre coppe | Totale | Totale |
| Stagione                   | Squadra                    | Comp                       | Pres       | Reti       | Comp            | Pres            | Reti            | Comp               | Pres               | Reti               | Comp        | Pres        | Reti        | Pres   | Reti   |
| -------------------------- | -------------------------- | -------------------------- | ---------- | ---------- | --------------- | --------------- | --------------- | ------------------ | ------------------ | ------------------ | ----------- | ----------- | ----------- | ------ | ------ |
| 2019-2020                  | Paris Saint-Germain        | D1                         | -          | -          | CF              | -               | -               | UWCL               | 0                  | 0                  | -           | -           | -           | 0      | 0      |
| 2020-2021                  | Paris Saint-Germain        | D1                         | 6          | 0          | CF              | -               | -               | UWCL               | 2                  | 0                  | -           | -           | -           | 8      | 0      |
| 2021-2022                  | Paris Saint-Germain        | D1                         | 10         | 0          | CF              | 3               | 0               | UWCL               | 7                  | 1                  | -           | -           | -           | 5      | 1      |
| 2022-2023                  | Paris Saint-Germain        | D1                         | 17         | 1          | CF              | 5               | 0               | UWCL               | 6                  | 0                  | -           | -           | -           | 5      | 1      |
| 2023-2024                  | Paris Saint-Germain        | D1                         | 15         | 0          | CF              | 4               | 0               | UWCL               | 5                  | 0                  | SCF         | 1           | 0           | 5      | 1      |
| 2024-2025                  | Paris Saint-Germain        | PL                         | 19+2       | 0          | CF              | 3               | 0               | UWCL               | 2                  | 1                  | -           | -           | -           | 26     | 1      |
| Totale Paris Saint-Germain | Totale Paris Saint-Germain | Totale Paris Saint-Germain | 69         | 1          | -               | 15              | 0               | -                  | 22                 | 2                  | -           | 1           | 0           | 107    | 3      |
| lug.-dic. 2025             | San Diego Wave             | NWSL                       | -          | -          | -               | -               | -               | -                  | -                  | -                  | -           | -           | -           | -      | -      |
| Totale carriera            | Totale carriera            | Totale carriera            | 69         | 1          | -               | 15              | 0               | -                  | 22                 | 2                  | -           | 1           | 0           | 107    | 3      |

## Palmarès

### Club
- Campionato francese: 1

Paris Saint-Germain: 2020-2021
- Coppa di Francia: 2

Paris Saint-Germain: 2021-2022, 2023-2024